# Luis Pascual Dri
Luis Pascual Dri, O.F.M.Cap. (Federación, 17 de abril de 1927 – Buenos Aires, 30 de junho de 2025) foi um frei capuchinho e cardeal argentino da Igreja Católica, confessor no Santuário de Nossa Senhora do Rosário da Pompeia, em Buenos Aires.

## Biografia
Desde muito jovem cuidou do trabalho na roça, cuidando dos animais e também plantando milho e alfafa. Frequentou a escola rural local. Entrou no Seminário dos Capuchinhos aos 11 anos em janeiro de 1938 e lá completou os estudos primários e secundários. Entrou no noviciado no bairro Nuevo París de Montevidéu e emitiu os primeiros votos em 21 de fevereiro de 1945. Em 23 de fevereiro de 1949 pelo arcebispo Dom Frei Antonio María Barbieri, O.F.M. Cap. emitiu a profissão perpétua. Foi ordenado sacerdote em 29 de março de 1952 na Catedral de Montevidéu, pelo arcebispo Dom Frei Antonio María Barbieri.
Tornou-se diretor do Seminário Menor San Francisco de Carrasco em 1953. Em 1955 tornou-se diretor do Seminário Seráfico de Villa Gdor, Galvez, Argentina, e em 1959 mestre de noviços em San Francisco de Carrasco. A partir de 1961 trabalhou na Europa como formador de noviços.
De 1962 a 1974 lecionou no Colegio y Liceo Secco Illa de Uruguay. Foi pároco por um breve período em Empalme e Colonia Nicolich e depois em 1976 tornou-se mestre de noviços em Minas, Uruguai, mudando-se em 1983 para a paróquia de San Enrique de Villa Gdor em Galvez. Em 1987 foi nomeado pároco de Santa María de la Ayuda em El Cerro de Montevidéu. De 2000 a 2003 foi pároco no Santuário de Nossa Senhora de Pompeia no bairro de Nueva Pompeya em Buenos Aires, depois pároco em Mar del Plata. Ele se aposentou em 2007 com 80 anos e voltou ao Santuário onde continua a ouvir confissões por várias horas todos os dias.
O Papa Francisco falou de seu trabalho como confessor em várias ocasiões. Dri descreveu encontrar-se frequentemente com o Papa Francisco quando ele era arcebispo de Buenos Aires e relatou que Francisco havia enviado padres para vê-lo para aconselhamento. Dri, por sua vez, cita como modelos e mentores dois capuchinhos, Leopold Mandić e Padre Pio, tendo este último como seu confessor em 1960, quando viviam no mesmo convento.
Em 9 de julho de 2023, o Papa Francisco anunciou durante o Angelus que o criaria cardeal no Consistório de 30 de setembro de 2023. Não viajou para receber o barrete vermelho, mas lhe foi atribuída a diaconia de Santo Ângelo em Pescheria. Recebeu suas insígnias em uma missa realizada na Catedral Metropolitana de Buenos Aires em 11 de outubro.
Dri morreu no dia 30 de junho de 2025, aos 98 anos.